# تیا اسلاتیر
تیا اسلاتیر (انگلیسی: Thea Slatyer؛ زادهٔ ۲ فوریهٔ ۱۹۸۳) بازیکن فوتبال اهل استرالیا است.
از باشگاه‌هایی که در آن بازی کرده‌است می‌توان به باشگاه فوتبال نیوکاسل یونایتد جتس اشاره کرد.
وی همچنین در تیم‌های ملی فوتبال Australia women's national under-20 soccer team و زنان استرالیا بازی کرده‌است.